# Karl Penecke
Karl Alfons Penecke (* 28. April 1858 in Graz; † wahrscheinlich 1944 in Czernowitz) war ein österreichischer Entomologe, Geologe und Paläontologe.

## Leben
Karl Penecke, Sohn eines k.u.k. Hauptmanns, studierte Geologie in Graz und wurde dort 1883 promoviert. 1886 habilitierte er sich in Geologie und Paläontologie und war dann 23 Jahre unbesoldeter Privatdozent in Graz. Nach dem Tod von Constantin von Ettingshausen (1826–1897) unterrichtete er in Graz auch Paläobotanik. 1901 wurde er Titularprofessor und 1909 außerordentlicher Professor an der Universität Czernowitz und 1918 ordentlicher Professor. Über seinen Tod ist nichts bekannt, er starb wahrscheinlich unter russischer Besatzung 1944 in Czernowitz.
Er befasste sich als Paläontologe mit Mollusken des Tertiär und Korallen des Paläozoikums (Devon) und geographisch mit der Steiermark (Umgebung von Graz) und Kärnten sowie Slawonien. Als Entomologe befasste er sich mit Rüsselkäfern (für die er international als Experte galt) und in Höhlen lebenden Käfern und ihm gelangen einige Erstbeschreibungen.
Seine Käfersammlung kam an die Entomologische Reichsanstalt im Staatlichen Museum für Tierkunde in Dresden.

## Schriften
- Das Grazer Devon. In: Jahrbuch k.u.k. Geolog. Reichsanstalt. Band 43 für 1893, Wien 1894, S. 567–616
- Das Eocän des Krappfeldes in Kärnten. In: Sitzungsberichte Akad. Wiss. Wien, Math.-Naturw. Klasse. Band 40, 1884
- Über die Fauna und das Alter einiger paläozoischer Korallenriffe der Ostalpen. In: Z. Deutsche Geolog. Ges. Band 39, 1887
- Beiträge zur Kenntnis der Fauna der slawonischen Paludinenschichten. 2 Teile, In: Beiträge zur Paläontologie Österreich-Ungarns und des Orients. Band 3–4, 1884–1886